# Admiral Kuznețov

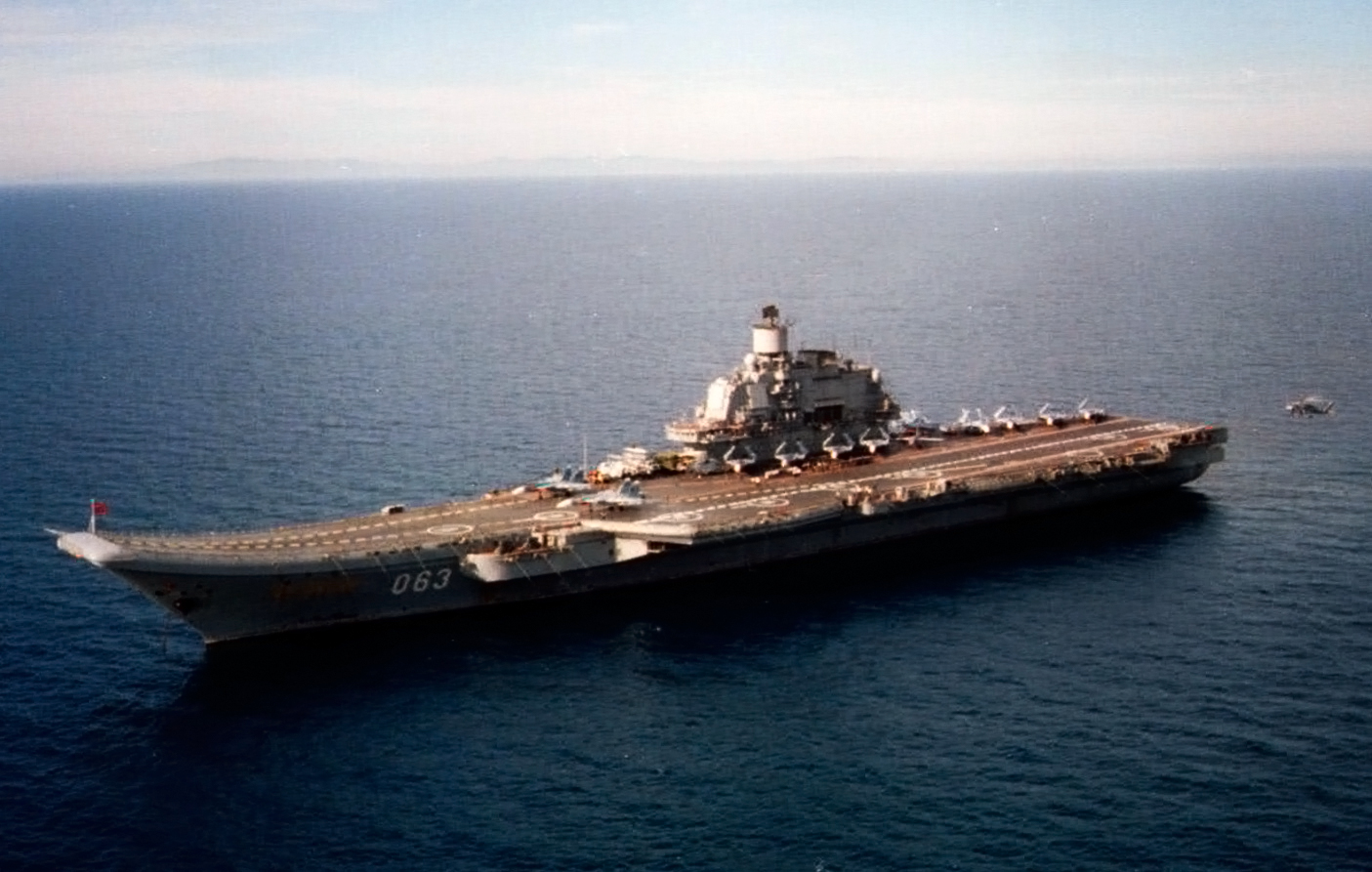
Portavionul Admiral Kuznețov

Admiral Kuznețov este un portavion al Rusiei, conform categorisirii rusești este un crucișător greu purtător de avioane, singurul portavion activ al Rusiei, nava amiral a Flotei Rusiei. 
A intrat în serviciu în 1991.
În era sovietică a purtat succesiv numele: Riga, Leonid Brejnev, Tbilisi, primind apoi numele după amiralul Flotei URSS, Nikolai Gherasimovici Kuznețov.
Este prima navă de acest fel, care a dat și numele clasei: clasa Kuznețov.
Cea de a doua navă este Varyag, care după dezmembrarea Uniunii Sovietice a ajuns în posesia Ucrainei, care apoi a vândut-o Chinei.
Acest portavion rusesc, care după cum s-a precizat mai sus este considerat crucișător greu, are cu totul alt rol ca portavioanele SUA sau ale britanicilor având misiunea de a sprijini și proteja submarinele purtătoare de rachete, nave de suprafață și avioanele purtătoare de rachetă cu bază navală ale Marinei Ruse. 
Avioanele principale de pe portavion sunt avioanele de vânătoare Suhoi Su-33 care pot răspunde simultan rolurilor de avion de superioritate aeriană, apărare a flotei, sprijin aerian, sprijin aerian pentru asalt amfibiu, plasare de mine și recunoaștere.
Portavionul are de asemenea elicoptere Kamov Ka-27 pentru luptă antisubmarin, salvare și transport.
Pentru avioane portavionul este dotat cu o rampă de lansare, la terminarea rampei avioanele folosindu-și sistemul de postcombustie.

## Istoric
* 1995-96 Desfășurare în Mediterană

Din 23 decembrie 1995 până la 22 martie 1996 Kuznețov a participat în misiune în Marea Mediterană având la bord 13 avioane Su-33, 2 Su-25 UTG și 11 elicoptere. misiunea marcând cea de a 300-a aniversare a Forțelor Navale Ruse. O perioadă portavionul a fost ancorat în portul Tartus din Siria  avioanele sale Suhoi Su-33 făcând zboruri de recunoaștere aproape de coastele Israelului, fiind interceptate de avioanele de vânătoare F-16 israeliene.
* 1997-98

În 1997 era imobilizat la șantierul Flotei de nord pentru reparații, întorcându-se în serviciu la3 noiembrie 1998.
* 2000

Misiunea în Mediterană din 2000-2001 a fost anulată din cauza pierderii submarinului cu propulsie nucleară Kursk, portavionul participând la operațiile de salvare.
* 2003-2005

La exercițiul din 2005 are loc un accident, un Su-33 cade de pe punte în Oceanul Atlantic. 
În pofida problemelor financiare  se apreciază că 'Admiral Kuznețov rămâne în serviciu până la cel puțin 2030.